# Konstanty Sulkiewicz
Konstanty Sulkiewicz (ur. 10 września 1888 w Suwałkach, zm. 1940 w ZSRR) – polski prawnik, podporucznik rezerwy kawalerii Wojska Polskiego, ofiara zbrodni katyńskiej.

## Życiorys
Urodził się 10 września 1888 w Suwałkach w rodzinie tatarskiej, zamieszkującej na ziemi oszmiańskiej w guberni wileńskiej. Jego pradziadkiem był płk Mustafa Achmatowicz, oficer 4 Pułku Litewskiej Przedniej Straży, którego imieniem nazwano Pułk Jazdy Tatarskiej kawalerii II RP. Jego rodzicami byli Maciej Achmatowicz (1820–1901, poeta i major 5 pułku ułańskiego) i Helena z rodu Tuhan-Mirza Baranowskich. Jego rodzeństwem byli Aleksander, Stefan, Bohdan, Leon (1897–1960), Maria, Ewa i Elżbieta.
Ukończył studia prawnicze. Po zakończeniu I wojny światowej w 1918 pełnił funkcję wicedyrektora kancelarii ministerstwa spraw zagranicznych w Azerbejdżannie. Po odzyskaniu przez Polskę niepodległości został przyjęty do Wojska Polskiego. Został awansowany do stopnia podporucznika rezerwy kawalerii ze starszeństwem z dniem 1 czerwca 1919. W 1923, 1924, jako oficer rezerwowy był przydzielony do 23 pułku ułanów w garnizonie Wilno. W 1934 jako podporucznik rezerwy kawalerii był przydzielony do Oficerskiej Kadry Okręgowej nr III jako oficer reklamowany na 12 miesięcy i pozostawał wówczas w ewidencji Powiatowej Komendy Uzupełnień Wilno Miasto.
W okresie II Rzeczypospolitej był prawnikiem w Warszawie i wiceprokuratorem Sądu Okręgowego w Wilnie.
Po wybuchu II wojny światowej i agresji ZSRR na Polskę z 17 września 1939 został aresztowany przez sowietów. W 1940 został zamordowany przez funkcjonariuszy NKWD w ramach zbrodni katyńskiej dokonanej na terenach ukraińskich. Konstanty Sulkiewicz został pochowany na otwartym w 2012 Polskim Cmentarzu Wojennym w Kijowie-Bykowni.

## Odznaczenie
- Złoty Krzyż Zasługi (9 listopada 1932)[12]